# Estação Ferroviária da Trofa (antiga)
A Estação Ferroviária de Trofa é uma antiga interface da Linha do Minho, que servia a localidade de Trofa, no distrito do Porto, em Portugal. Também serviu como ponto de entroncamento com a Linha de Guimarães. Foi encerrada em 2010, tendo sido substituída por uma nova gare ferroviária.

## Descrição

### Vias e plataformas
O edifício de passageiros situa-se do lado nascente da via (lado direito do sentido ascendente, a Valença). Segundo dados oficiais de 2010, a estação da Trofa apresentava três vias de circulação, com 286, 274 e 95 m de comprimento; as duas plataformas tinham 140 e 100 m de extensão, e 25 cm de altura.

## História

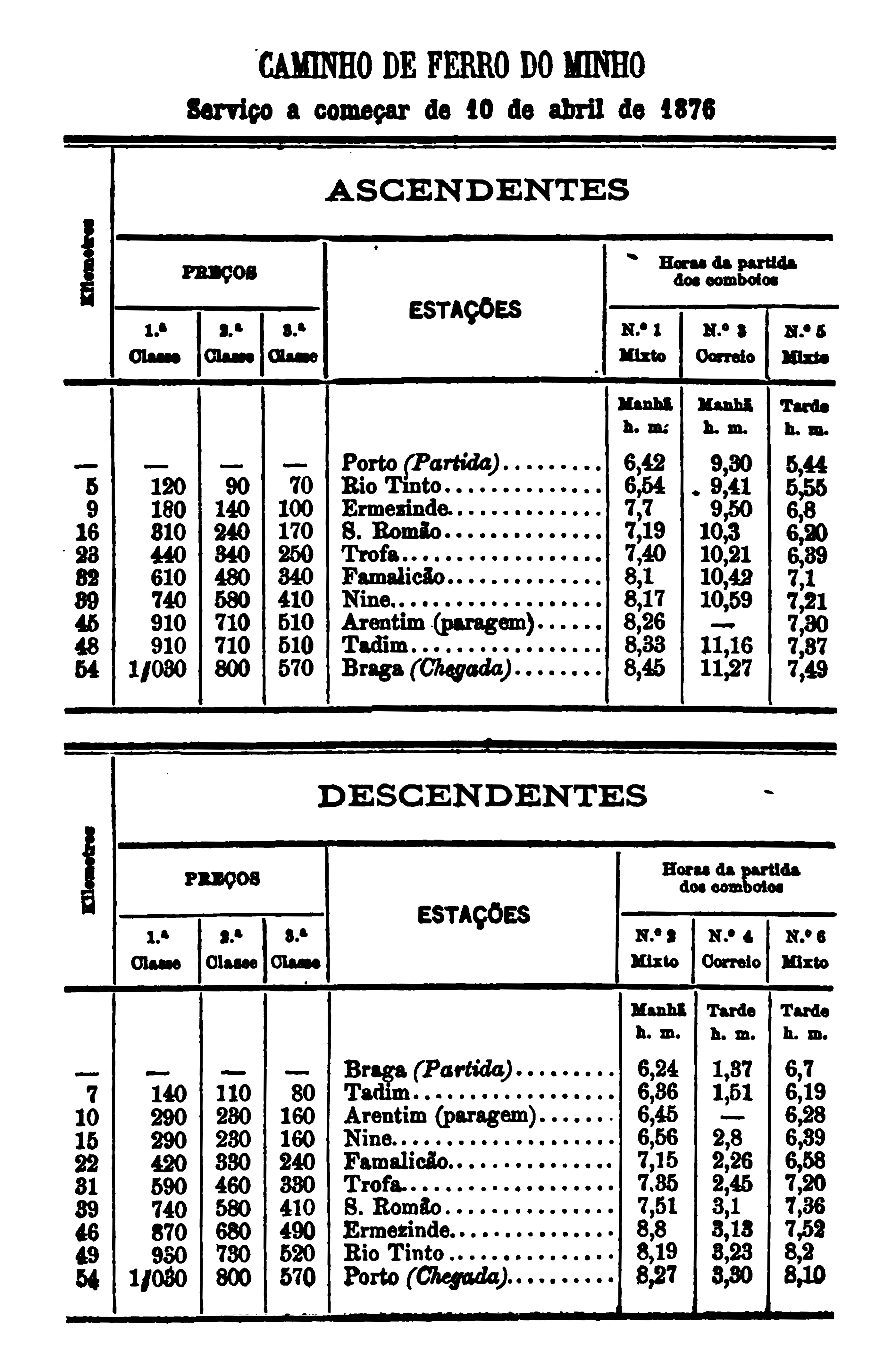
Horários dos comboios de Campanhã a Braga em 1876, incluindo a estação da Trofa.

### Inauguração e união à Linha de Guimarães
Esta estação inseria-se no lanço, em via ibérica, do que viria a ser parte da Linha do Minho e o Ramal de Braga, entre Porto e Braga, que foi inaugurado em 21 de Maio de 1875, tendo sido uma das estações que entraram a uso logo à data de criação da linha. Em 31 de Dezembro de 1883, entrou ao serviço o primeiro tramo da Linha de Guimarães, da Trofa a Vizela, em bitola métrica.
Originalmente, a Linha de Guimarães partilhava o leito do canal ferroviário com a Linha do Minho, no sistema de via algaliada, no lanço entre a Trofa e Lousado, com cerca de dois quilómetros de extensão. No entanto, esta solução, que visava evitar a construção de uma segunda ponte sobre o Rio Ave para a via estreita, criou graves problemas em ambas as linhas, ao criar um ponto de estrangulamento de tráfego.

### Ligação à Linha da Póvoa
Desde os princípios do século XX, que se procurou ligar a Linha de Guimarães com a da Póvoa de Varzim, criando assim uma extensa rede em via estreita que facilitaria as comunicações entre a cidade do Porto com a província do Minho. Um despacho ministerial de 22 de Junho de 1909 autorizou a fusão da Companhia do Caminho de Ferro do Porto à Póvoa e Famalicão com a Companhia do Caminho de Ferro de Guimarães, com a construção de um ramal entre Lousado e Mindelo, de forma a ligar as duas linhas, e o encerramento do lanço entre Lousado e a Trofa. Porém, este processo foi interrompido pela Primeira Guerra Mundial, que tornou impossível reunir os recursos financeiros necessários. Na década de 1920, a Companhia da Póvoa retomou as suas tentativas, mas mudou os planos para o ramal que ligaria as duas linhas, que desta vez deveria começar na Trofa, continuando desta forma a Linha de Guimarães, e terminar na Senhora da Hora. Este traçado permitia conservar a passagem pela Trofa, aproveitando desta forma as instalações já existentes, possibilitava um acesso mais directo ao Porto de Leixões, e fazia a linha atravessar regiões mais povoadas. Em 5 de Julho de 1926, a Companhia da Póvoa, em combinação com a Companhia de Guimarães, pediu que lhes fosse autorizada a construção e exploração do troço a partir da Trofa, requerimento que foi aceite pelo Decreto 12:568, de 26 de Outubro de 1926, com várias condições, incluindo a mudança para via própria do lanço da linha de Guimarães entre Lousado e Trofa.
Em Fevereiro de 1932, já tinham sido concluídas as obras no troço da Senhora da Hora à Trofa, que entrou ao serviço em 14 de Março desse ano. Para a inauguração deste troço, foi organizado um comboio especial de Porto - Boavista a Guimarães, que foi recebido pela multidão quando chegou à Trofa. Para a inauguração, a estação foi decorada com colchas de damasco.
Em 2 de Maio de 1937, os antigos combatentes dos Sapadores de Caminhos de Ferro organizaram um comboio especial da Trofa a Guimarães, para o banquete de confraternização anual.

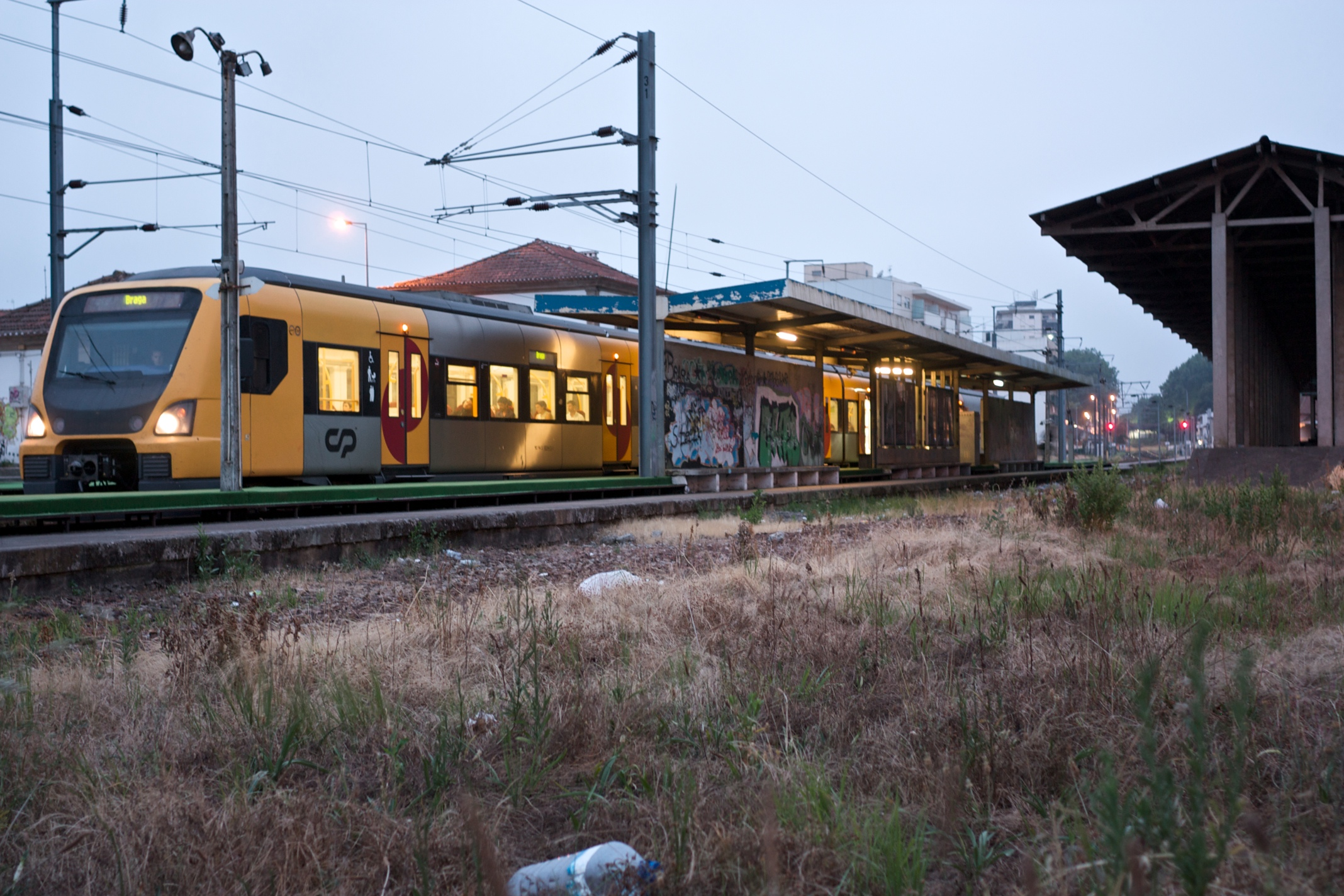
Antiga Estação de Trofa, em 2010, pouco antes do encerramento

### Declínio e encerramento
Em 24 de Fevereiro de 2002 foi encerrado o troço da Linha de Guimarães entre a Senhora da Hora e Trofa, para ser convertido numa linha do Metro do Porto. Com efeito, o canal por onde seguia a linha foi transferido da REFER para a Metro do Porto, mas as obras acabaram por só avançar entre a Senhora da Hora e o ISMAI, troço que ficou concluído em 2006, integrado na Linha C do Metro do Porto. Com efeito, desde 2002 que o troço da Linha de Guimarães entre o ISMAI e a Trofa se mantém sem qualquer tráfego ferroviário, pesado ou ligeiro, o que tem gerado descontentamento na região, principalmente depois de em 2010 a empresa Metro do Porto ter retirado do seu plano de atividades o prolongamento da Linha C desde o ISMAI até à Trofa.

Em 2006, os serviços foram reduzidos nesta estação, o que levantou críticas à operadora Comboios de Portugal, e em 2008 e 2009 os utentes reprovaram a falta de condições da estação em termos de segurança e de higiene, e os horários das bilheteiras.
Foi encerrada em 14 de Agosto de 2010, passando todos os serviços a serem realizados na nova estação da Trofa, que foi inaugurada no dia seguinte; para assinalar o término dos serviços, a autarquia da Trofa organizou nesse dia um serviço especial, que partiu desta estação com destino a São Romão do Coronado, passando pelo Apeadeiro de Senhora das Dores — a última circulação neste troço antes do seu desmantelamento.

### Uso pós-ferroviário
Em Fevereiro de 2010, foi anunciado que o edifício da Câmara Municipal da Trofa iria ser construído na zona da antiga estação ferroviária, o que não se chegou a verificar.[carece de fontes?]
Planeada desde 2014, a criação da Alameda da Estação — arruamento ajardinado e área circundante de 4,2 hm², visto pela autarquia como «motor do desenvolvimento urbano» e «um equipamento municipal de natureza polivalente», «devolvido»« à comunidade» após a eliminação da «barreira arquitetónica herdada do caminho-de-ferro, restituindo a vitalidade que esta zona nobre e central teve no século XX» (sic!) — arrancou em Janeiro de 2017 com financiamento de 2,5 milhões de euros, comparticipados a 85% pelo Programa Portugal 2020 no âmbito do Plano Estratégico de Desenvolvimento Urbano. A área abrangida, também designada como Corredor Central da Trofa, liga a Igreja Matriz de São Martinho de Bougado aos parques das Dores e Lima Carneiro. O logradouro intervencionado foi inaugurado em Julho de 2017; entulho proveniente desta obra havia sido despejado em aterros ilegais na região, tendo a G.N.R. de Santo Tirso instaurado «competente auto de contraordenações», visando a sua remoção para local licenciado.

Em Agosto de 2018 também a estação foi aberta ao público em estado requalificado, tendo sido investidos na sua recuperação e dos edifícios e equipamento anexos (armazém, grua, casa do chefe da estação, casas de banho, e plataformas — mas não carris e travessas) a soma de 620 mil euros, parcela da verba total de 2,5 milhões. No âmbito da inauguração esteve patente no edifício uma exposição intitulada Memória e Identidade da Estação da Trofa, instalada no próprio edifício.

## Leitura recomendada
- Variante da Trofa. Lisboa: Rede Ferroviária Nacional E. P. 2010. 106 páginas. ISBN 978-972-98557-7-1